# Синявка (Новозыбковский район)
Синявка — поселок в Новозыбковском городском округе Брянской области.

## География
Находится в западной части Брянской области на расстоянии приблизительно 9 км на север по прямой от районного центра города Новозыбков.

## История
По данным 1859 года здесь существовал хутор с 1 двором. На карте 1869 года на месте нынешнего поселка показана корчма. На карте 1941 года здесь уже не было ничего отмечено, а на карте 1989 показано поселение приблизительно с 60 жителями. До 2019 года входил в состав Халеевичского сельского поселения Новозыбковского района до их упразднения.

## Население
Численность населения: 3 человека (1859), 9 человек в 2002 году (русские 100 %), 2 в 2010.